# NGC 7679
NGC 7679 في الفهرس العام الجديد، هي مجرة، تقع في كوكبة الحوت. اكتشفت في 23 سبتمبر 1864 بواسطة هاينريش لويس دريست.

## روابط خارجية
- NGC 7679 على موقع ويكي سكاي: DSS2, SDSS, GALEX, IRAS, Hydrogen α, X-Ray, Astrophoto, Sky Map, Articles and images